# I diari delle streghe - Il potere
I diari delle streghe - Il potere è il 4º romanzo della serie I diari delle streghe di Lisa J. Smith, pubblicato nel 1992 negli Stati Uniti d'America e il 28 gennaio 2010 in italiano.

## Trama
Faye rivela a tutto il Circolo che Cassie e Adam si sono baciati più volte, nonostante lui sia il ragazzo di Diana: le streghe sono incredule, mentre i due giovani cercano di spiegare il legame che hanno sentito e visto fin dal primo momento, descrivendolo come un filo d'argento che li univa. 
 Diana, dopo un primo momento di shock, decide di perdonarli e di dimenticare l'accaduto, ma appare sconcertata dopo aver saputo del filo d'argento.
Intanto, a scuola arriva il nuovo preside, Jack Brunswick, che i membri del Circolo Segreto capiscono essere in realtà Black John resuscitato a causa loro.
Nick si dichiara a Cassie e, nonostante lei ami Adam, accetta di iniziare una relazione con lui, arresa al fatto che non avrà mai Adam e consapevole di quanto a lei stessa piaccia Nick.
Ben presto, il nuovo preside stabilisce nuove rigide regole nella scuola e istituisce anche una pattuglia di sorveglianti, con lo scopo di mettere esterni e streghe gli uni contro le altre. 
 Faye si unisce a Black John e cerca, invano, di convincere Cassie a fare lo stesso, rivelandole che l'uomo è in realtà suo padre. 
 La giovane Blake, intanto, insieme ad Adam e a Diana, trova gli Strumenti Supremi appartenuti alla vecchia congrega (una tiara, un bracciale e una giarrettiera) guidata dai propri sogni, che la riportano all'epoca di Jacinth, una sua antenata. 
 Quando i tre ragazzi si rendono conto che il preside sa che hanno trovato gli Strumenti Supremi, capiscono che Sean, l'unico a cui era stato riferito il ritrovamento, è sotto il controllo di Black John.
Cassie viene rapita da tre sorveglianti della scuola e cacciatori di streghe, che vogliono sapere dove si trovano gli Strumenti Supremi, siccome il preside sostiene essere gli oggetti fonte del potere del Circolo, ma che in realtà vuole solo per sé. 
 Cassie non glielo rivela, ma riesce a convincere una di loro, la sua ex amica Portia, che Brunswick è malvagio e che sta richiamando un uragano in città. 
 Successivamente, Cassie viene salvata dalle altre streghe della congrega e portata in salvo. Qui, si conclude la sua breve relazione con Nick.
Con l'avvicinarsi dell'uragano, il Circolo decide di eleggere Cassie come nuovo leader: tutti insieme, poi, evocando i poteri degli elementi ai quali si sentono più vicini, riescono ad uccidere Black John e ad allontanare l'uragano dalla città. Anche Faye, che ha cambiato idea su Brunswick, e Sean, liberato dal controllo malefico, si uniscono a loro nella lotta finale.
Una volta sconfitto il nemico, a capo del Circolo viene posto un triumvirato formato da Cassie, Diana e Faye.
Diana regala a Cassie la rosa di calcedonio che precedentemente la ragazza aveva ricevuto da Adam, ma che poi aveva restituito, scoprendo che era di Diana: questo regalo significativo rappresenta la sua volontà di mettersi da parte e di lasciare che Cassie ed Adam vivano il loro amore in santa pace. Diana spiega inoltre all’amica che il filo d'argento che lega i cuori dei due innamorati e che solo loro possono vedere, altri non è che un filo che lega le anime gemelle e che niente può spezzare.

## Edizioni
- Lisa Jane Smith, I diari delle streghe. Il potere, Nuova Narrativa Newton, 2010,  p. 189, ISBN 978-88-541-1664-1.

- Lisa Jane Smith, I diari delle streghe. L'iniziazione - La prigioniera - La fuga - Il potere, Grandi Tascabili Contemporanei, 2010,  p. 512, ISBN 978-88-541-1990-1.